# Farhod und Schirin
Farhod und Schirin (usbekisch Фарҳод ва Ширин Farhod va Shirin) ist ein usbekisches Schlager-Duo, das aus dem männlichen Tenor Farhod Sulaymonov (usbekisch Фарҳод Сулейманов; * 18. September 1991 in Taschkent) und der Sopranistin Schirin Saitowa (usbekisch Ширин Заитова, geb. Musaffarowa (usbekisch Музаффарова; * 15. Juni 1990 in Taschkent) besteht. Das Duo ist vor allem in seinem Heimatland Usbekistan populär und Schirin hat auf Instagram über 1,2 Mio. Abonnenten (Stand: 28. November 2023). Das Duo sang bei der Abschlussveranstaltung der 5. Asian Indoor & Martial Arts Games 2017 in Aşgabat (Turkmenistan).

## Geschichte
Farhod und Schirin liebten es bereits seit ihrer Jugend zu singen und besuchte beide nach Abschluss der neunjährigen Einheitsschule das Staatliche Konservatorium Taschkent, benannt nach Muchtar Aschrafowitsch Aschrafi. Auf Anregung ihrer Lehrer sangen sie Duette. Das Duo formierte sich am 11. November 2011 (die Vornamen passen zufällig zur bekannten Liebesgeschichte von Farhād und Schirin) und konnte 2013 einen ersten Achtungserfolg verzeichnen, als sein erstes gemeinsam produziertes Lied im Radio das Top-Lied der Woche wurde. Danach ging es mit der Karriere steil bergauf. Das Duo trat bei den meisten Musik-Wettbewerben in Usbekistan auf und konnte sich vielfach auf den vorderen Rängen platzieren. 2015 veranstalteten sie ihr erstes abendfüllendes Konzert. Neben Schlagern greifen Farhod und Schirin immer wieder orientalische Themen auf und vertonen diese.

## Diskografie (Auswahl)
- 2013: Yuragim: Derzeit ca. 0,9 Mio. Aufrufe auf YouTube
- 2013: Yoshlik: Derzeit ca. 1,3 Mio. Aufrufe auf YouTube
- 2013: Qalbim bahori (Калбим бахори): Derzeit ca. 4,0 Mio. Aufrufe auf YouTube
- 2013: Sanamjon: Derzeit ca. 2,3 Mio. Aufrufe auf YouTube
- 2013: Kulib-turib (Кулиб-туриб): Derzeit ca. 0,9 Mio. Aufrufe auf YouTube
- 2014: Senda mening xayolim (Сенда менинг хаёлим): Derzeit ca. 3,2 Mio. Aufrufe auf YouTube
- 2015: Savol-javob (Савол-жавоб): Derzeit ca. 3,2 Mio. Aufrufe auf YouTube
- 2016: Omonat dunyo (Омонат дунё): Derzeit ca. 1,3 Mio. Aufrufe auf YouTube
- 2016: Yuragimda qol (O, jonim) (Юрагимда кол (О, жоним)): Derzeit ca. 2,5 Mio. Aufrufe auf YouTube
- 2016: Yondirar (Ёндирар): Derzeit ca. 1,7 Mio. Aufrufe auf YouTube
- 2017: Sening ko'zlaring (Сенинг кузларинг): Derzeit ca. 1,8 Mio. Aufrufe auf YouTube
- 2017: Yoqaverasan (Ёкаверасан): Derzeit ca. 7,4 Mio. Aufrufe auf YouTube
- 2018: Qalbim sendadir (Калбим сендадир): Derzeit ca. 9,4 Mio. Aufrufe auf YouTube
- 2020: Oshiqligim bilmading: Derzeit ca. 5,7 Mio. Aufrufe auf YouTube

## Trivia
- Farhod ist nicht verheiratet.
- Schirin ist seit dem 10. November 2019 mit Nodir Saitow (usbekisch Нодир Заитов) verheiratet, der ebenfalls Schlagersänger ist und mit dem sie eine gemeinsame Tochter hat.[3] Seit ihrer Hochzeit führt sie den Ehenamen ihres Mannes.
- Farhod und Schirin (usb. Farhod va Shirin) ist ebenfalls der Name eines heroisch-romantischen Gedichts, das 1484 vom Dichter Mir ʿAli Schir Nawāʾi verfasst wurde.